# 俞志虞
俞志虞（1603年—1644年），字際華，號華鄰，浙江紹興府新昌縣人，明末政治人物。

## 生平
俞志虞是天啟四年（1624年）甲子科浙江鄉試第五十七名舉人，崇禎七年（1634年）甲戌科三甲第一百五十三名進士。吏部觀政，八年（1635年）授順慶府推官，十五年（1642年）行取入京，崇禎帝召對平台，陞貴州道監察御史，奉使巡視山海關、居庸關。十七年（1644年）回京，李自成軍攻陷京師，崇禎帝靈柩運出東華門，俞志虞匍匐慟哭，晚上自縊於新昌會館中。

## 家族
曾祖俞朝妥，工科都給事中；祖父俞則存，貢生；父俞時華，庠生。